# Agorafilia
Coloquialmente, agorafilia significa deseo de salir, pasar tiempo al aire libre y socializar, especialmente tras un periodo de encierro. 
Sexualmente, se entiende por agorafilia, un tipo de parafilia, se entiende el deseo "enfermizo" (impulso incontrolable) por la práctica del sexo en lugares públicos o abiertos. Está íntimamente ligado con el concepto de exhibicionismo.
Etimológicamente la palabra deriva del griego:
- agorá= nombre que en la Grecia Antigua designaba las plazas donde las ferias y asambleas eran realizadas.
- philía= amor, afecto.

1. ↑  BARBA, D. (2009). 100 españoles y el sexo. Plaza y Janés. p. 183. ISBN 84-01-37989-X.

### Otros artículos
- Parafilia
- Sexualidad

- Datos: Q3328200